# Бедрій Сергій Леонтійович
Сергі́й Лео́нтійович Бедрі́й — старший солдат Збройних сил України.

## Короткий життєпис
Закінчив Кодимську ЗШ № 2.
Старший водій, 28-а окрема механізована бригада.
8 червня 2015-го загинув поблизу міста Красногорівка — військовий автомобіль наїхав на протитанкову міну та вибухнув — ГАЗ-53 перевозив набої на позиції українських військ. Тоді ж загинули сержант Олексій Герега, солдати Олексій Бобкін, Олег Дорошенко, Сергій Керницький, Олександр Мостіпан, Максим Чорнокнижний.
Без батька залишилося двоє дітей. Похований в місті Кодима 26-го червня, в останню дорогу проводжали тисячі людей.
12 лютого 2016 року одну із вулиць міста Кодима було названо іменем Сергія Бедрія.

## Нагороди
За особисту мужність і героїзм, виявлені у захисті державного суверенітету та територіальної цілісності України, вірність військовій присязі під час російсько-української війни, відзначений — нагороджений
- 27 червня 2015 року — орденом За мужність III ступеня.

## Вшанування пам'яті
В Кодимі існує вулиця Сергія Бедрія.
У серпні 2016 року у Кодимі відкрили меморіальну дошку, присвячену загиблим на війні випускникам Кодимського аграрного ПТУ — солдатам 28-ї бригади: К. М. Ковальчуку, В. І. Ткачу та С. Л. Бедрію.